# Los Santos (Castielfabib)
Los Santos es una aldea del municipio de Castielfabib, en la comarca del Rincón de Ademuz, en la provincia de Valencia (Comunidad Valenciana).

## Geografía
Los Santos está situado al sur del término municipal, en la confluencia de los ríos Ebrón y Turia, cerca del municipio de Torrebaja. Se encuentra a 784 m s. n. m. y en el año 2011 contaba con 105 habitantes, lo que lo hace el núcleo más poblado del término de Castielfabib. El botánico Cavanilles (1792), durante su estancia en el Rincón de Ademuz recorrió estos parajes, del trayecto de Castielfabib a Torrebaja escribe:

«Todo verdeaba por los maices espesos, frutales y moreras. Si por casualidad se descubria algun rastrojo, habia ya dado el fruto de maiz, sembrado con anticipacion. Ocupado así siempre en objetos agradables, llegué á los Santos, aldea de 21 vecinos, y poco despues atravesando humildes lomas al lugarcillo de Torre baxa de 65 familias».
Observaciones sobre la historia natural, geografía, agricultura, población y frutos del Reino de Valencia, Antonio José de Cavanilles

## Historia y población
El estadista y geógrafo Pascual Madoz (1847) ya menciona «la ermita de San Marcos en la aldea de los Santos», ubicando el lugar al sureste de la villa, y bajo su jurisdicción municipal.
El parecer, el asentamiento originario se ubicó entorno de la Parroquia de San Marcos y la calle Mayor, cuyo trazado constituye parte del antiguo camino de Castielfabib y Castilla desde Torrebaja y Aragón.
A finales del siglo XVIII contaba con apenas una veintena de casas habitadas, sin alcanzar el centenar de habitantes. No obstante, a mediados del siglo XIX (1860), el censo era ya de 100 casas habitadas, de forma que a finales de la misma centuria (1888) el censo alcanzaba los 649 habitantes, y en la segunda década del siglo XX (1920), su censo era de 824 residentes.
Algunos hechos posteriores como la construcción de las escuelas en el siglo pasado o la proximidad con la carretera, han hecho que actualmente sea el núcleo de población con más habitantes del término municipal de Castielfabib.

## Patrimonio histórico-artístico
En Los Santos se encuentra la Iglesia Parroquial de San Marcos, construida en el siglo XVIII, aunque se ha remodelado en diferentes momentos, siendo el último el durante la década de 1950. También se encuentran dos lavaderos tradicionales (el de La Pasadilla, y el de La Poza) y un molino, actualmente reconvertido a vivienda. Del patrimonio arquitectónico de Los Santos también destacan el conjunto de corrales, cuevas-bodega y pajares, así como elementos etnológicos de importancia.

## Cultura

### Fiestas y tradiciones populares
Las fiestas patronales se celebran a mediados de abril en honor San Marcos, y a principios de diciembre en honor a Santa Lucía. Al igual que otros núcleos de población de la comarca, también celebra unas fiestas en verano durante el mes de agosto.

## Arqueología
En 1955, durante los trabajos de construcción de la pista de acceso a la población desde la carretera N-420 -actual CV-481-, el vecino señor Domingo Martínez Esparza (1901-1988), alias «Tío Mingo», halló en una finca de su propiedad sita en la partida del Castillejo (Peña del Castillejo) una piedra labrada con una inscripción latina que resultó ser un ara votiva del siglo I d. C. El ara votiva fue redescubierta en 1971 por don Manuel Fernández Arraiza, médico de Torrebaja entonces, que vio en la pieza su potencial valor arqueológico, convenciendo al señor Domingo de la necesidad de preservarla donándola al Museo de Prehistoria de Valencia, donde se halla actualmente.

## Galería

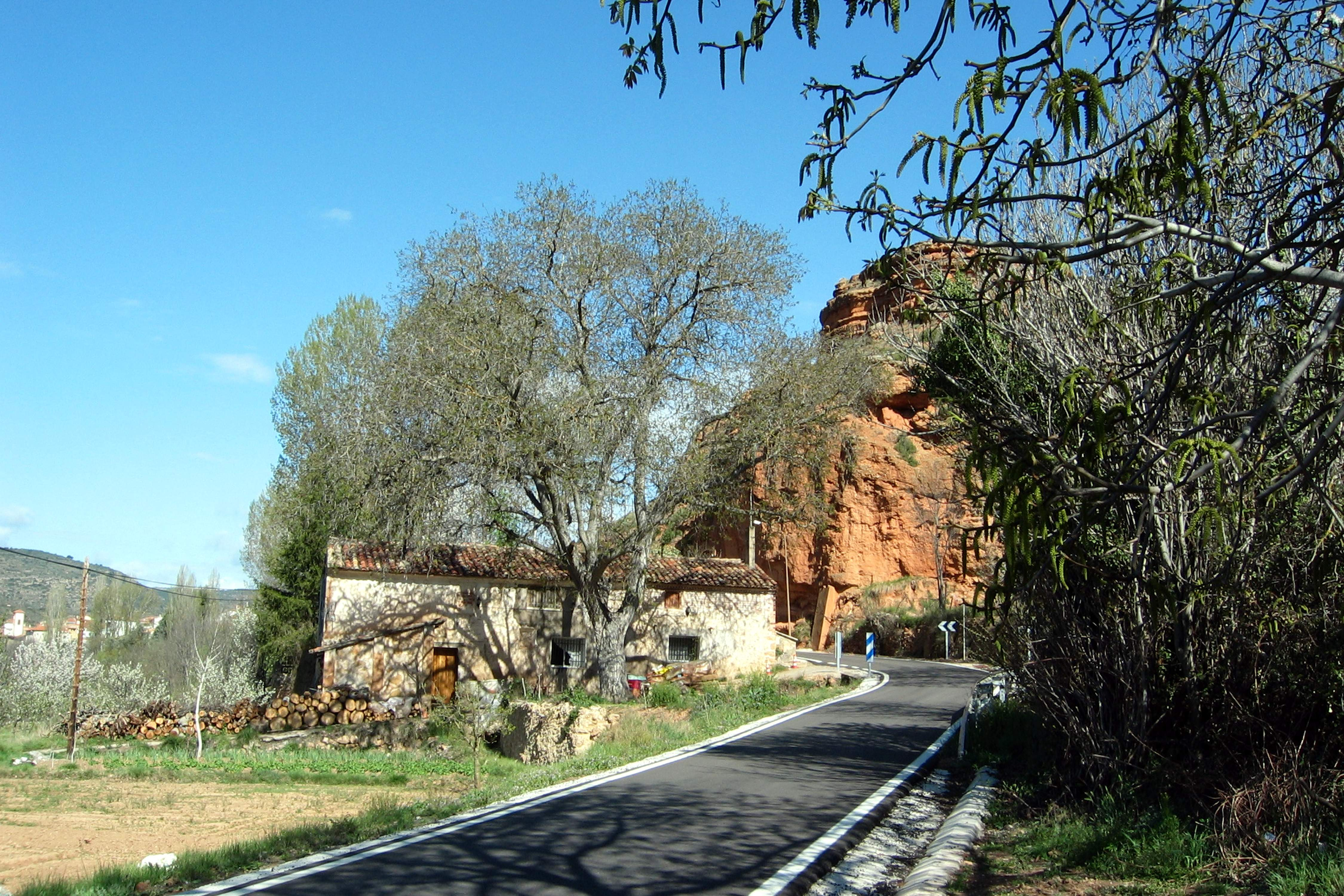
Los Santos (Castielfabib), carretera de acceso (CV-481) y antiguo molino harinero (2015).
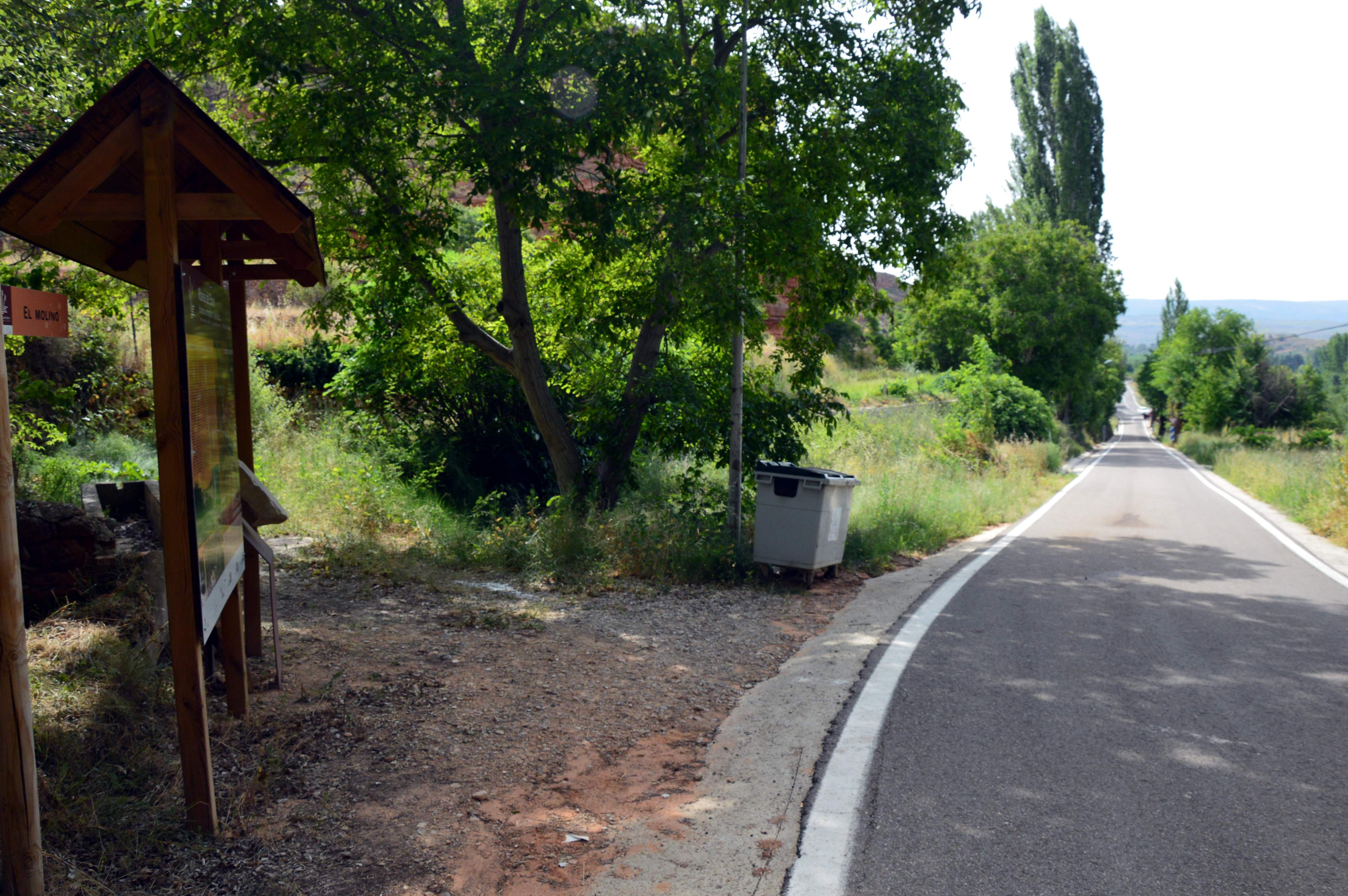
Carretera (CV-481) de acceso a Los Santos (Castielfabib), desde la carretera N-420 (2021).
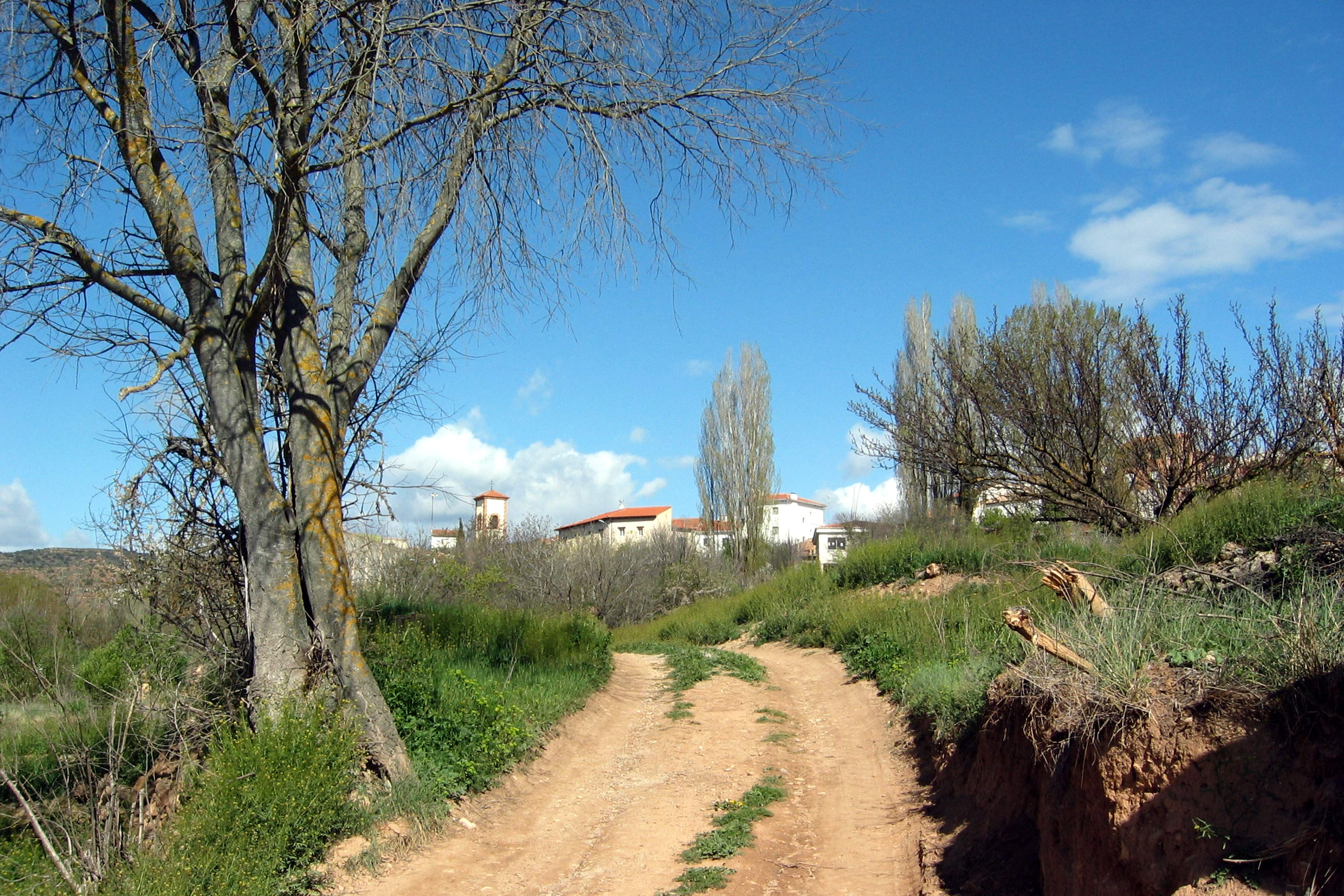
Los Santos (Castielfabib), detalle del antiguo camino de acceso a la localidad y el caserío al fondo.
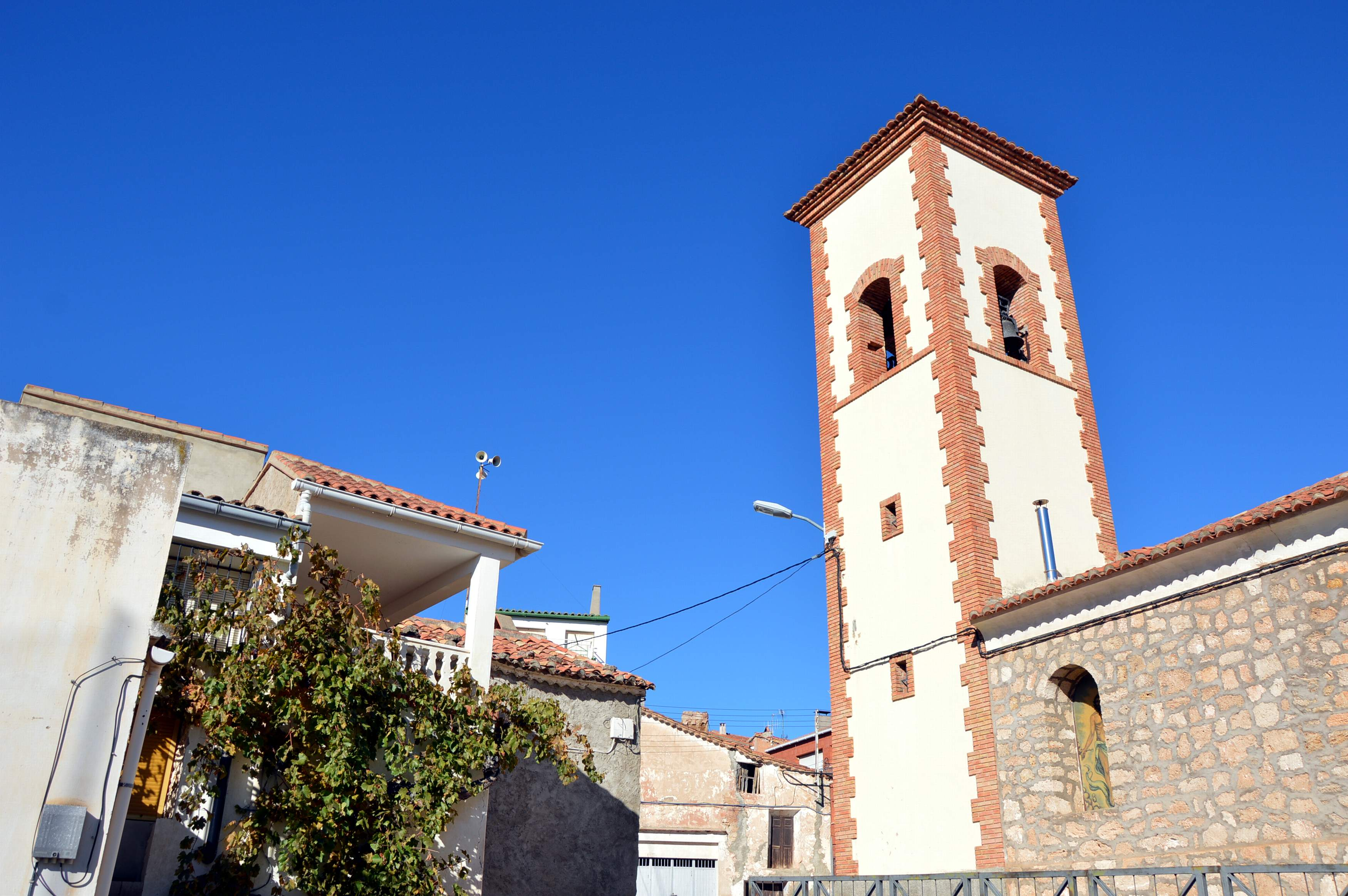
Vista parcial del caserío de Los Santos (Castielfabib), con detalle de la torre-campanario de la parroquial (2015).
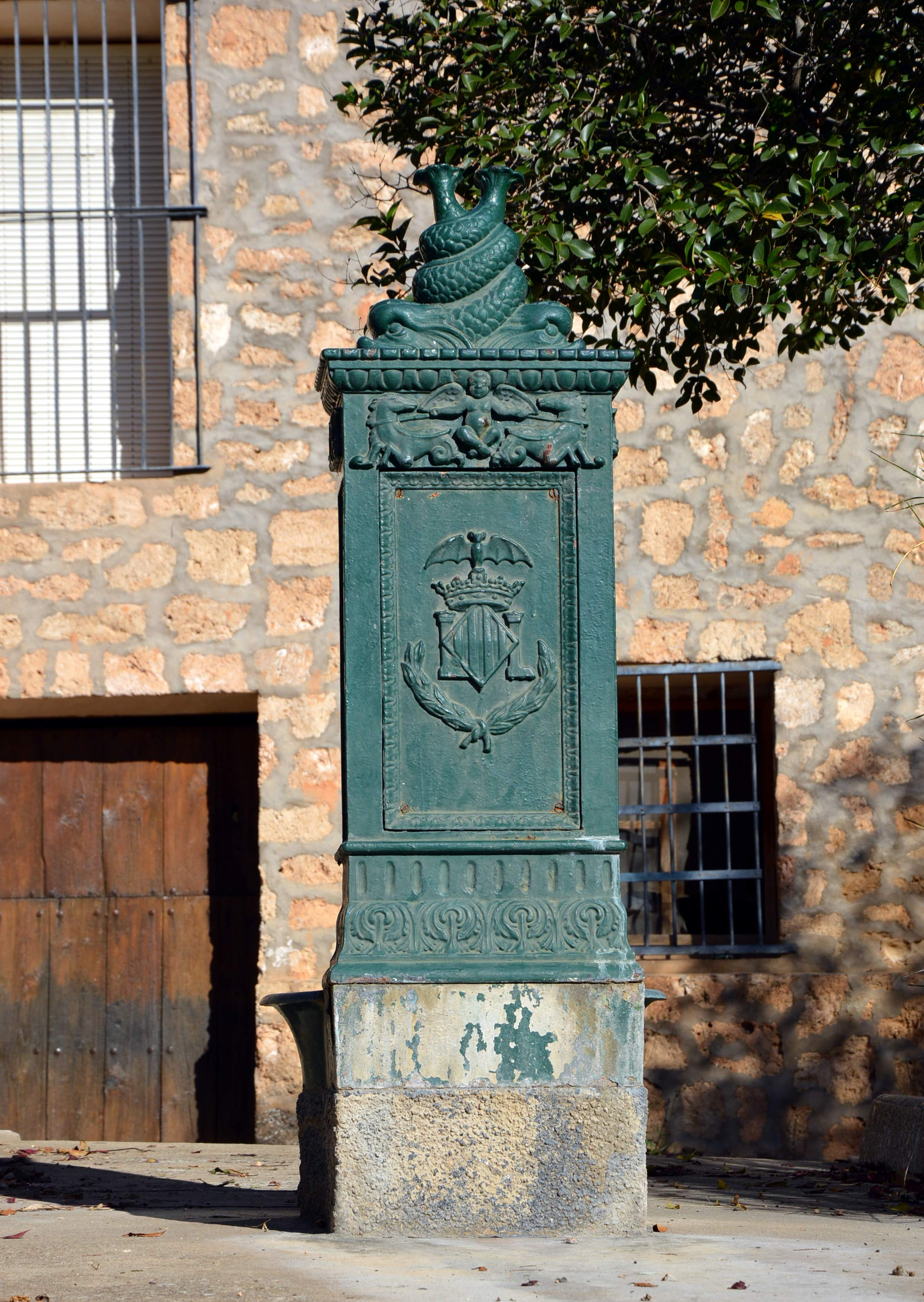
Paisaje urbano en Los Santos (Castielfabib), con detalle de fuente (2015).
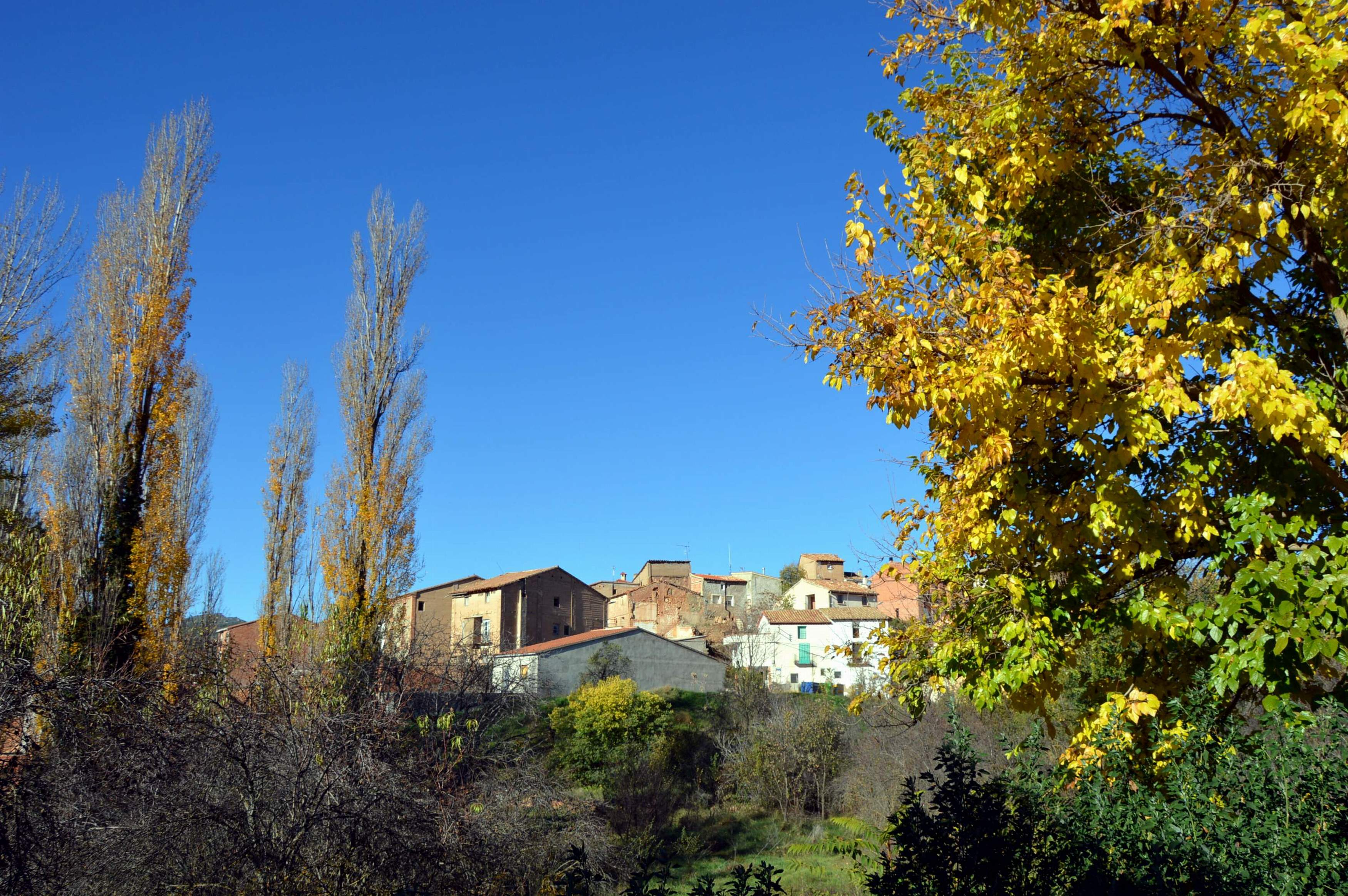
Vista parcial del caserío de Los Santos (Castielfabib), en otoño, 2015.
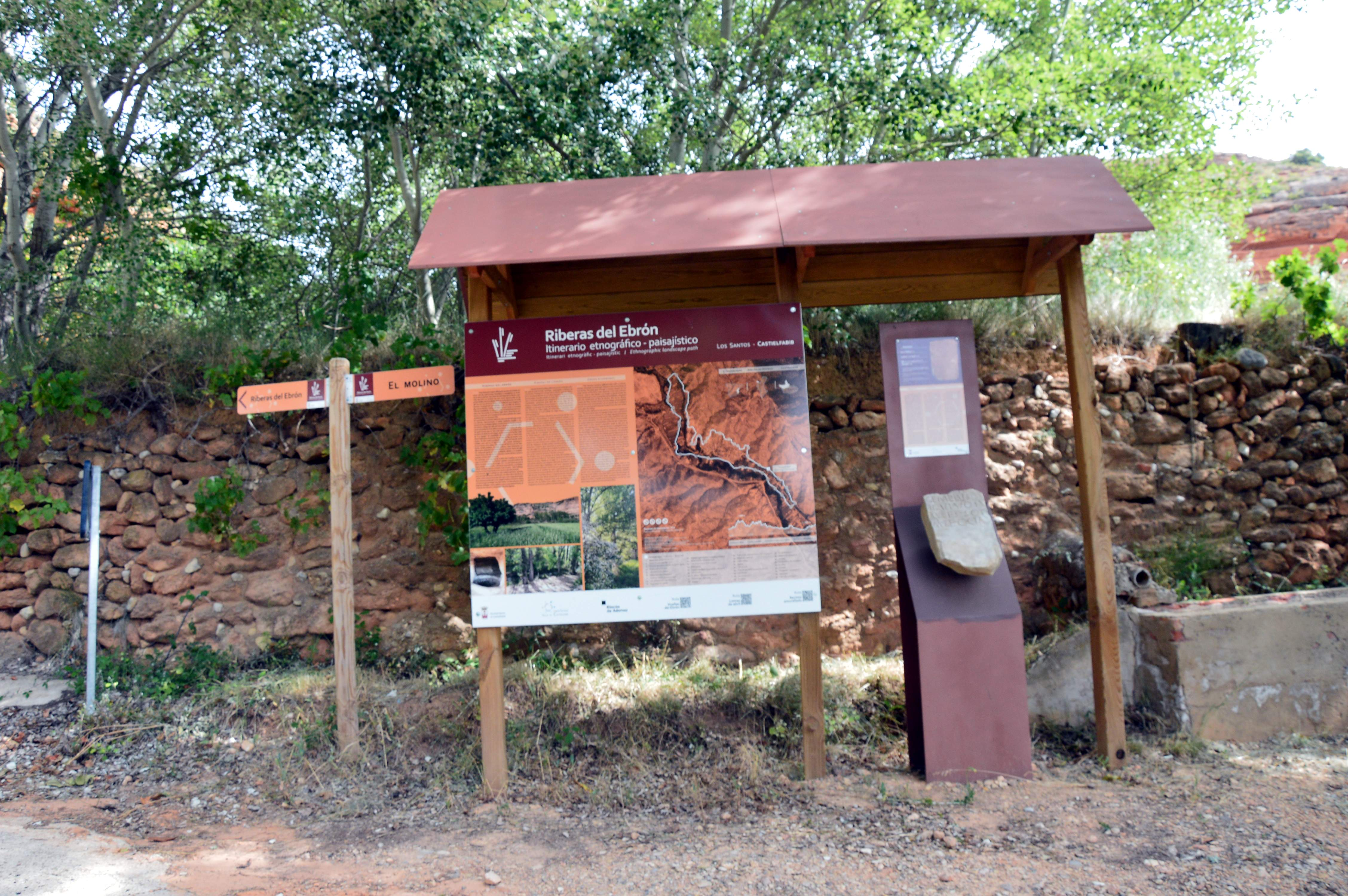
Paneles informativos en Los Santos (Castielfabib), frente al Molino (2021).
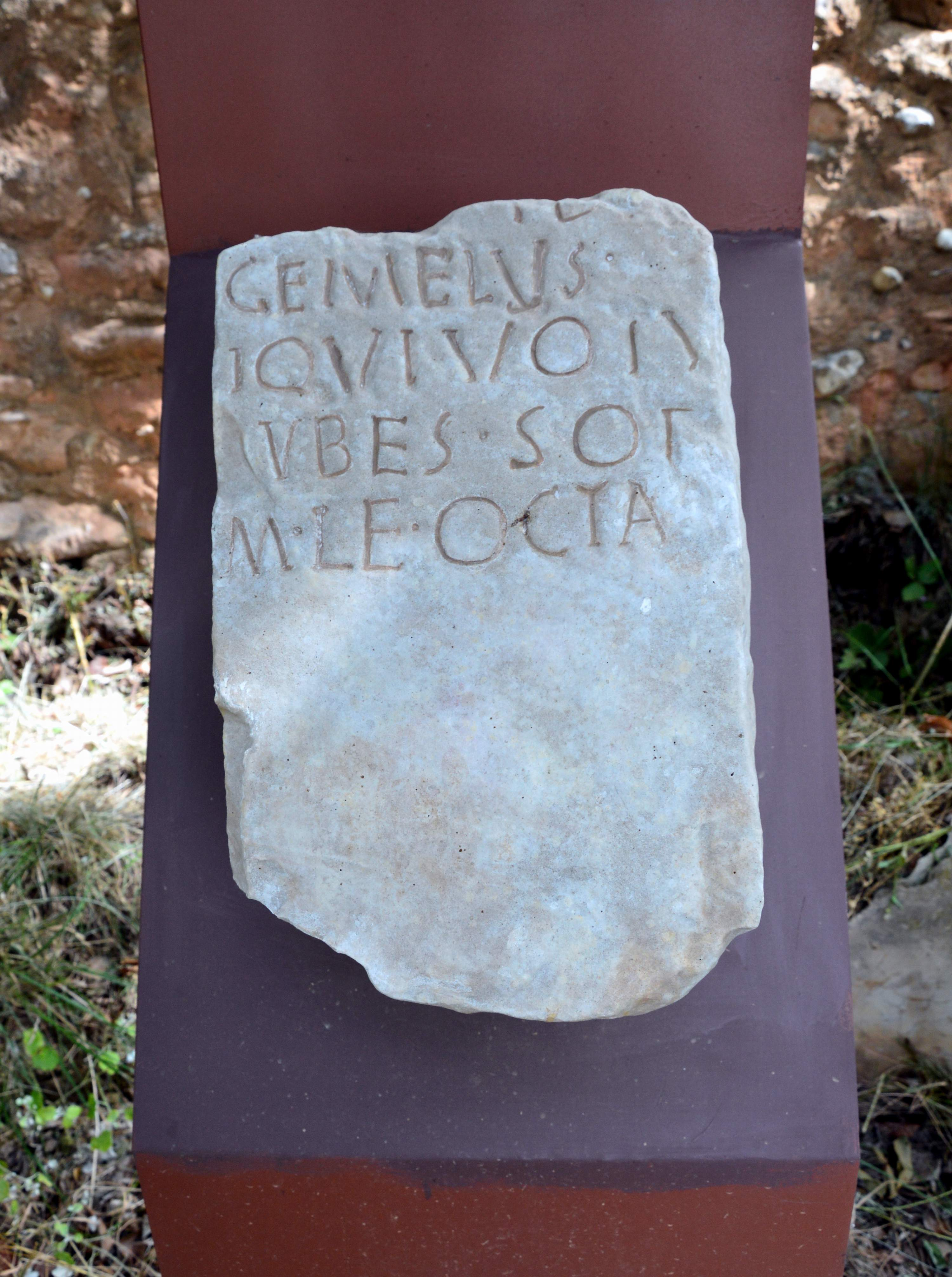
Copia en 3D del Ara votiva del Castillejo en Los Santos (Castielfabib), 2021.
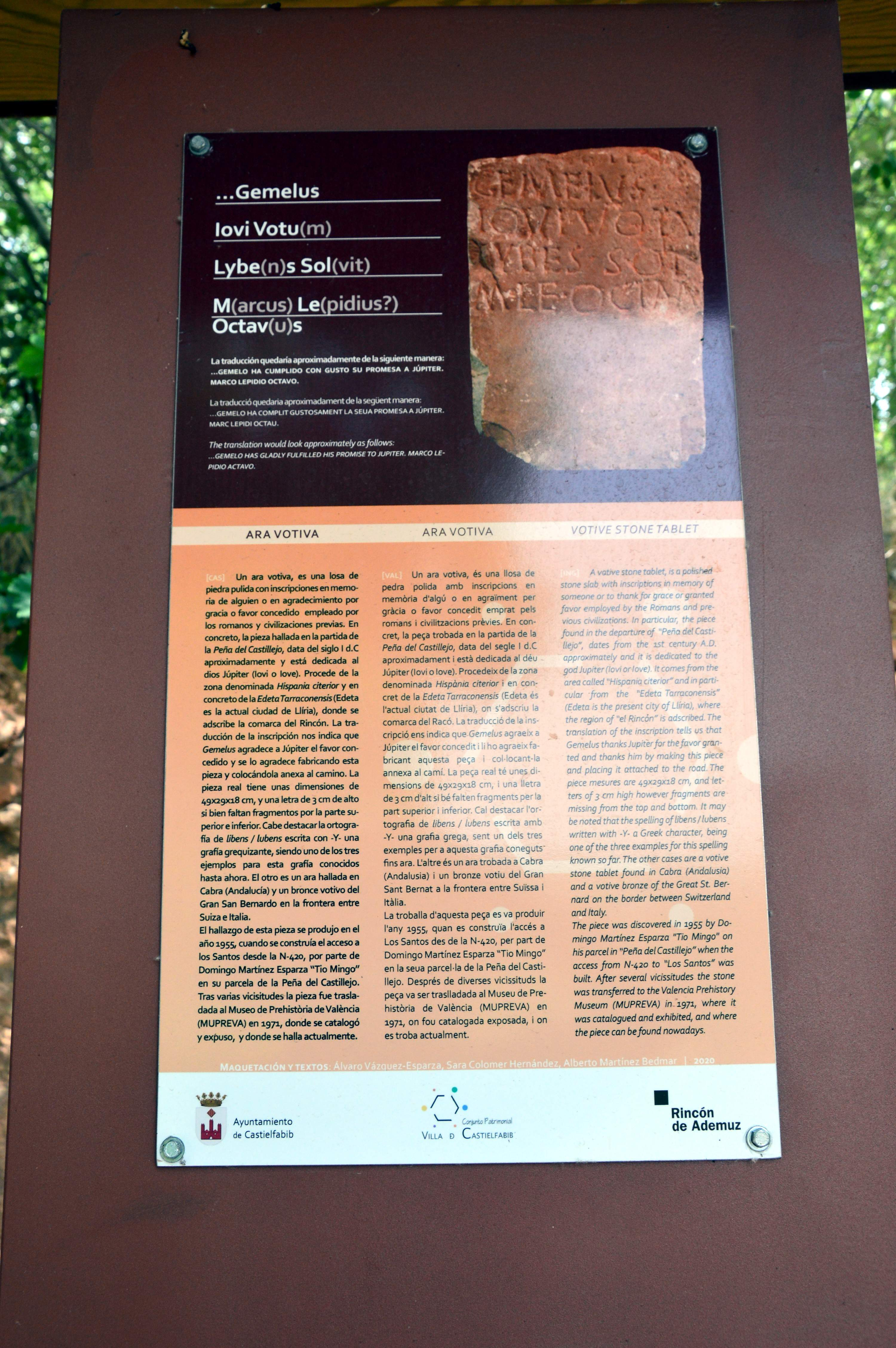
Panel informativo en Los Santos (Castielfabib), relativo al Ara votiva del Castillejo, 2021.
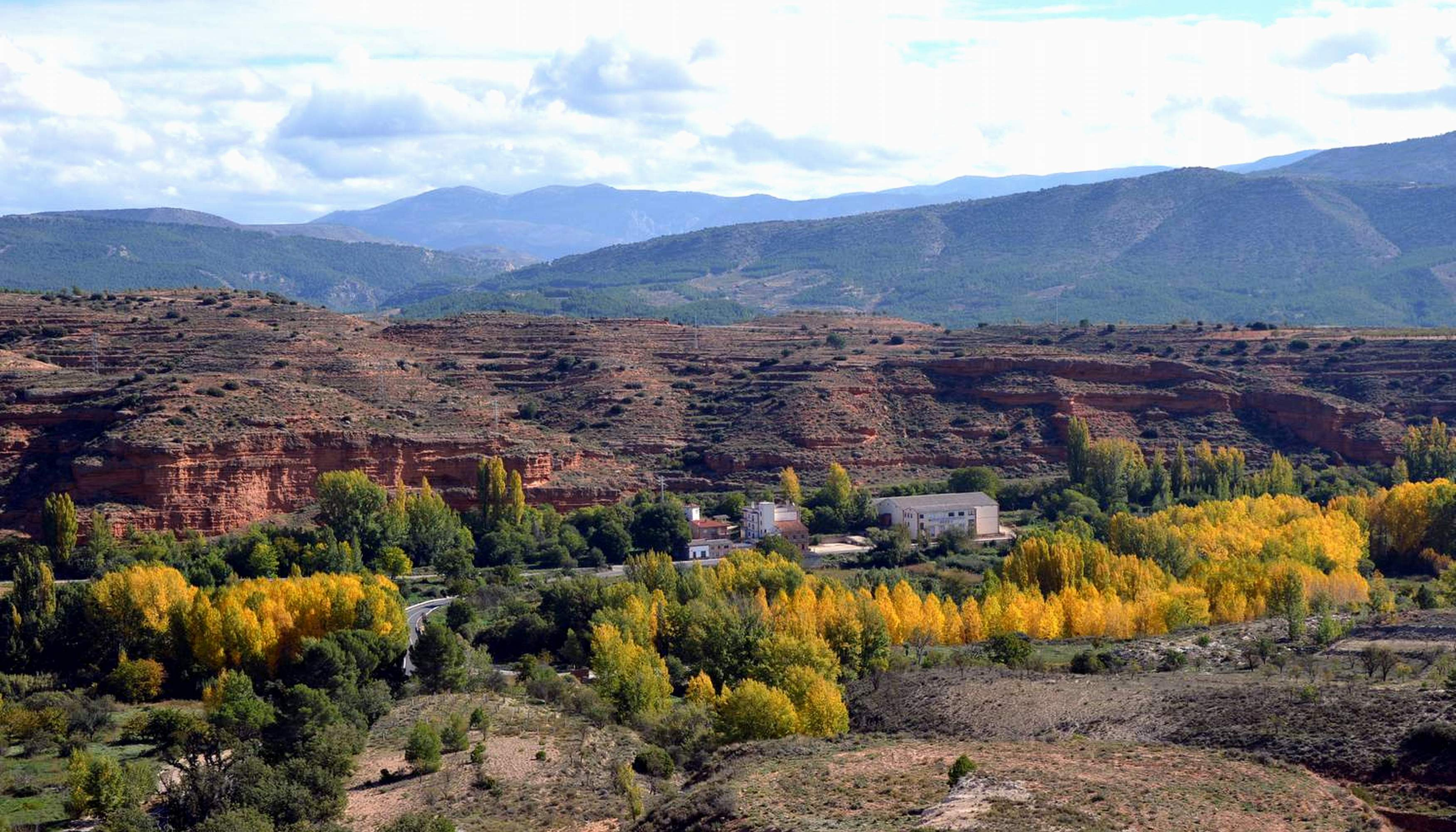
Los Santos (Castielfabib), vista parcial del caserío y vega del Ebrón.
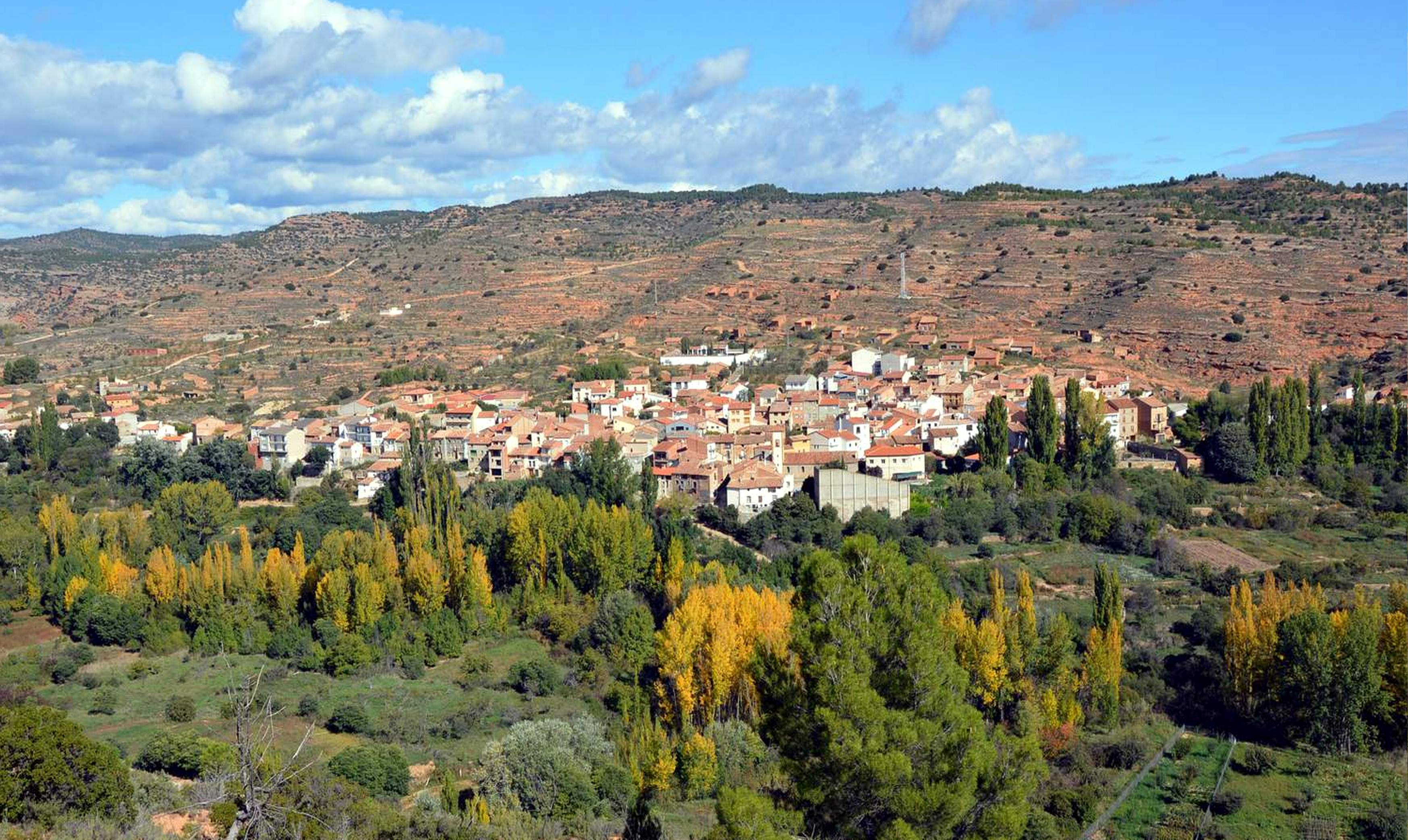
Los Santos (Castielfabib), vista general del caserío y vega del Ebrón (2015).